# Yuzuki N'
Yuzuki N' (柚木菜種?, Yuzuki Natane; Prefettura di Ehime, 1º agosto 1983) è una fumettista giapponese.

## Opere
- Ai Doll Densetsu (2004)
- Tatakau Heroine Ryoujoku: Toukiryoujoku (2004-2008)
- Kanzen Muketsu! Seitokaichou (2004, one-shot)
- Strange Date (2004, one-shot)
- Ane-iro Koi Moyou (2005, one-shot)
- Ima, Ai ni Ikimasu. (2005, one-shot)
- Omoi Ba (2005, one-shot)
- Risa (Kamei) no Kokuhaku (2005, one-shot)
- Love & Money (2005)
- Boshi Enya (2005-2006)
- Fetish no Hinkaku (2005-2009)
- Futanarikko Lovers♡ (2005-2009)
- 147 Centimeter Bangai-hen (2006)
- Aruhi no Matoba-tei  (2006, one-shot)
- Bokutachi no Mirai (2006, one-shot)
- Totsugeki!! Tonari no Ban no Okazu (2006, one-shot)
- Pavlov (2006, one-shot)
- Onimoto!! (2006, one-shot)
- N-kan (2006)
- Tsundere☆Love You♥♥ (2006)
- Ryoujoku☆Chijo Oneesan!! (2006)
- S-Kano (2006-2009)
- Ippitsu Nyuukon! (2006, one-shot)
- Nobita. wo Produce (2006, one-shot)
- Akarui Eros Keikaku (2006-2007)
- Mecha Ane! (2006-2007)
- Ai to Seigi no Rinbu: Jinrou Senshi Wolfman X-wa (2007)
- Yokujou Boshi (2007-2008)
- Okuretekita Natsu in Ofuro (2007, one-shot)
- Osaka Love Story (2007, one-shot)
- Eguchi Yousuke ni Yoroshiku (2008)
- Mecha Love☆ (2008)
- One Kore (2008-2010)
- Eikoku Shoujo (2008, one-shot)
- Trouble T-Cup (2008, one-shot)
- Futago OL Ajikurabe♥ (2009, one-shot)
- Katei Kyoushi wa Osananajimi! (2009, one-shot)
- Ii Ase Kakou ne! (2009, one-shot)
- Change!! (2009-2010)
- Another World (2010)
- Er! (2010)
- Another♥Another♥World (2010)
- Yoru no Aida ni... (2010, one-shot)
- Ane Koi (2010-2011)
- Comic EroChari (2011)
- Early☆Teens (2011)
- Sister Control (2011)
- Photokano: Sweet Snap (2011-2013)
- Shiiba-san no Ura no Kao. (2011-2013)
- Me ga Hanasenai (2011, one-shot)
- Netorarerare (2011, one-shot)
- Nikushoku Pure (2011, one-shot)
- Imouto-Lip: Mayu no Fuyuyasumi-hen (2012)
- Suki Kirai Daisuki. Bangai-hen (2012)
- Ane Kyun! (2012-2013)
- Shimoneta (2012-2016)
- Zutto Suki Datta (2013-2016)
- Isago Megumi Kaori-san no Himitsu (2013, one-shot)
- Hitozuma Ane (2014)
- Seitokai Fukukaichou Yagami Sayuri wa Ganbatteiru! (2014-2016)
- Iinchou, Kossetsu Suru. (2014, one-shot)
- Mahouka Koukou no Rettousei: Natsuyasumi-hen (2016-2017, solo disegni)
- Mitsume Mokushiroku: Akuma Ouji Sharaku (2016-2018, solo disegni)
- Mahouka Koukou no Rettousei: Kaichou Senkyo-hen (2018, solo disegni)
- Kareshi ga Iru noni (2019 - in corso)
- Deatte Hitotsuki de Zecchou Jorei! @comic (2020 - in corso)